# Minas Tênis Clube (pallacanestro)
Minas Tênis Clube è una società cestistica avente sede a Belo Horizonte, nello Stato di Minas Gerais, in Brasile. La squadra, fondata nel 1935 all'interno della polisportiva Minas Tênis Clube, gioca nel campionato brasiliano.

## Palmarès
- Campionato Mineiro: 9

1987, 1988, 1991, 1993, 1994, 1995, 1997, 2007, 2008
- Campionati Metropolitai: 9

1985, 1986, 1988, 1991, 1994